# Лебензон, Мери Симховна
Ме́ри Си́мховна Лебензо́н (30 сентября 1931, Одесса — 9 ноября 2020, Новосибирск) — советская и российская пианистка и педагог, заслуженный деятель искусств Российской Федерации (1992).

## Биография
Родилась в Одессе. Отец был учителем математики, мать — учительницей начальных классов, очень любила музыку, самостоятельно выучилась петь по нотам.
Мери Лебензон начала заниматься игрой на фортепиано в четыре года. Училась в музыкальной школе Столярского в классе Б. М. Рейнгбальд (по классу композиции у Н. Н. Вилинского).
В начале Великой Отечественной войны вместе с матерью и сестрой была эвакуирована в Коканд, где продолжила занятия музыкой.
В 1943 году была приглашена в Центральную музыкальную школу при Московской консерватории, переехала с семьёй в Москву и начала заниматься в классе А. Б. Гольденвейзера. По его же классу окончила Московскую консерваторию в 1954 году.
После окончания консерватории преподавала и давала концерты в Северодвинске (1954–1956), затем как педагог музыкального училища и солистка филармонии в Архангельске (1956–1961).
В 1961 году переехала в Новосибирск и начала преподавать в Новосибирской консерватории. В 1969–1983 гг. возглавляла кафедру специального фортепиано. С 1992 года профессор кафедры.
Похоронена на Заельцовском кладбище Новосибирска (квартал 63).

## Творчество
Выступала с сольными, симфоническими, ансамблевыми концертами в различных городах России, Германии, Италии. Давала концерты с Новосибирским академическим симфоническим оркестром, в том числе под управлением А. М. Каца, записывалась. Особое место в её репертуаре занимали произведения Шопена, Шумана, Моцарта, Чайковского, Рахманинова.
Подготовила свыше 140 учеников. Среди её выпускников лауреаты и дипломанты престижных международных конкурсов, музыкальные педагоги, концертирующие пианисты.
Работала в жюри многих конкурсов в России и других странах. Регулярно проводила мастер-классы для преподавателей детских музыкальных школ.
Автор методических работ по музыкальной интерпретации.

## Семья
- Отец — Семён (Симха) Иосифович Лебензон (1900 — 1973), математик, доцент Одесского сельскохозяйственного института. В 1950-х был учителем математики в гимназии №56 Малаховки[1][2][3][4].
- Сестра — Софья Семёновна Лебензон (1924 — 2014), доктор медицинских наук, профессор, была заведующей кафедрой детских болезней Новосибирского медицинского института[5]. Автор более 100 научных работ по медицине и более 50 эссе по литературе [6].

## Признание
- Заслуженный деятель искусств Российской Федерации (27 августа 1992) — за заслуги в области музыкального искусства
- Премия «Золотой Аполлон» Министерства культуры РФ и Фонда развития отечественного музыкального искусства им. Чайковского (2000)
- Орден Почёта (2006)
- Знак отличия «За заслуги перед Новосибирской областью» (14 октября 2015) — за выдающиеся достижения, направленные на обеспечение обеспечения развития Новосибирской области